# Jahant AVA
Jahant AVA (anerkannt seit dem 17. Juli 2006) ist ein Weinbaugebiet im US-Bundesstaat Kalifornien. Das Gebiet erstreckt sich über die zwei Verwaltungsgebiete von San Joaquin County und zu einem geringen Teil von Sacramento County. Die geschützte Herkunftsbezeichnung ist die kleinste Subzone der übergeordneten Lodi AVA. Alleinstellungsmerkmal der Zone ist der fast rosafarbene Rocklin-Jahant Lehmboden. Durch den nahegelegenen Mokelumne River und das Flussdelta des Sacramento River ist das Klima etwas kühler als in der nahen Umgebung und der Boden wird gut entwässert.